# Cascina Colombara
La Cascina Colombara (Casìna Culumbera in dialetto locale) è una frazione del comune di Saronno, in provincia di Varese in Lombardia.
È situata a sud-ovest dal centro di Saronno, nei pressi del confine comunale con Caronno Pertusella e Solaro.

## Storia
Nel XV secolo era un feudo dei conti Borromeo ma esistono documenti più antichi nei quali si parla già della zona della Cascina; infatti su questo terreno era stata edificata una Chiesa detta di San Solutore (o S. Salvatore) che viene menzionata in una bolla pontificia di Papa Alessandro III del 1169.
Il nucleo più antico è formato da tre corti sviluppate attorno alla chiesetta di san Carlo Borromeo, finanziata e costruita dagli stessi colombaresi.
Le prime tracce scritte che ne documentano l'esistenza risalgono ad un atto di vendita, datato 16 maggio 1485, da parte dei fratelli De Magistris a favore del convento di Santa Maria dell'Incoronata in Milano. Da allora diversi sono stati i passaggi di proprietà documentati, tra i più importanti si ricordano quello alla famiglia Brasca (24 aprile 1599) alla famiglia Natta (30 maggio 1619) ed ai conti Stampa Soncino (24 aprile 1776).
Tra la fine del XIX e l'inizio del XX secolo gli abitanti, da semplici coloni, cominciarono a diventare proprietari dei terreni e dei beni presenti di pertinenza della cascina.

## Infrastrutture e trasporti

### Strade
La frazione è lambita a nord dalla strada statale 527 Bustese che, attraverso Busto Arsizio e Saronno, collega il novarese alla città di Monza. 
La via monsignor Serafino Banfi, ancora oggi sterrata, collega facilmente la frazione alla Cascina Emanuela di Solaro, a Caronno Pertusella e a Cesate.

### Ferrovie
Cascina Colombara è servita dalla fermata di Saronno Sud, gestita da Ferrovienord e posta all'incrocio tra la ferrovia Milano-Saronno (in superficie) e la ferrovia Saronno-Seregno (interrata).
Nella fermata effettuano servizio i treni regionali delle linee S1 (Saronno-Milano-Lodi), S3 (Saronno-Milano Bovisa-Milano Cadorna) ed S9 (Saronno-Seregno-Monza-Milano Lambrate-Albairate) del servizio ferroviario suburbano di Milano. Tutte e tre le linee sono esercite dalla società Trenord, nell'ambito del contratto di servizio stipulato con la Regione Lombardia.